# Velilla de los Ajos
Velilla de los Ajos ist ein Ort und eine zur bevölkerungsarmen Serranía Celtibérica gehörende Gemeinde (municipio) mit nur noch 15 Einwohnern (Stand: 2024) in der Provinz Soria im Osten der autonomen Gemeinschaft Kastilien-León in Spanien. 

## Lage
Velilla de los Ajos liegt ca. 37 Kilometer (Fahrtstrecke) südsüdöstlich der Provinzhauptstadt Soria in einer Höhe von ca. 1005 m. Das Klima ist gemäßigt bis warm; Regen (ca. 455 mm/Jahr) fällt hauptsächlich im Winterhalbjahr.

## Bevölkerungsentwicklung
| Jahr      | 1970 | 1981 | 1991 | 2001 | 2011 | 2021 |
| Einwohner | 114  | 83   | 59   | 43   | 34   | 19   |

Infolge der Mechanisierung der Landwirtschaft, der Aufgabe bäuerlicher Kleinbetriebe und des daraus resultierenden geringeren Arbeitskräftebedarfs ist die Einwohnerzahl seit der Mitte des 20. Jahrhunderts deutlich zurückgegangen.

## Sehenswürdigkeiten

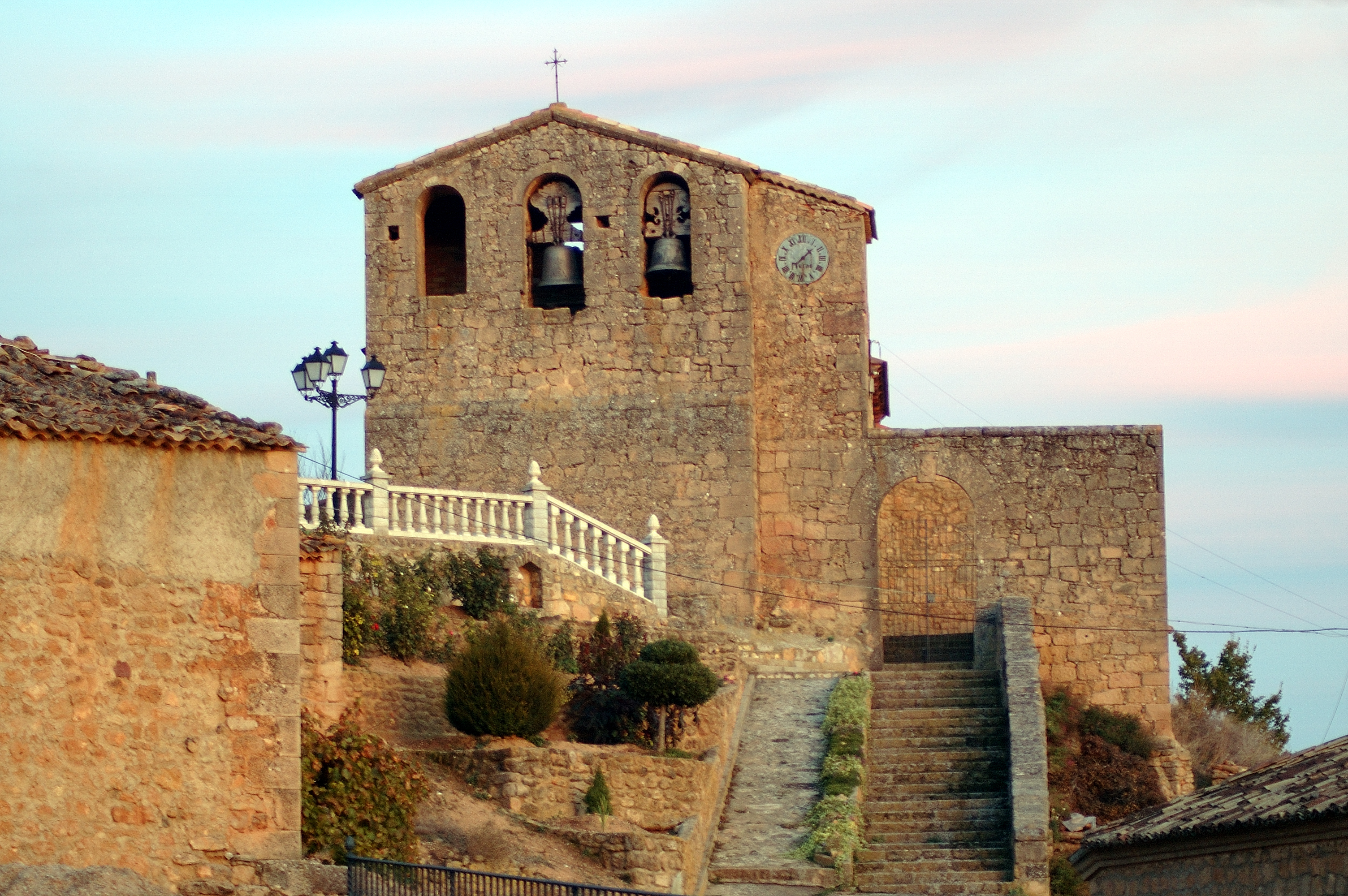
Peterskirche
- Aemilianuskapelle

- Peterskirche